# 第25回国民体育大会
第25回国民体育大会（だい25かいこくみんたいいくたいかい）は、1970年に開催された国民体育大会である。冬季スキー競技大会のスローガンは「美と力と若さの倶知安国体」、夏季・秋季大会のテーマは「みんなの国体　のびゆく岩手」。

## 概要
| 季    | 期間                      | 開催地                                              | 競技数 | 参加者数 |
| ----- | ------------------------- | --------------------------------------------------- | ------ | -------- |
| 冬    | 1970年1月24日 - 1月27日   | 長野県本郷村                                        | 1      | 1,727    |
| 冬    | 1970年2月18日 - 2月22日   | 北海道倶知安町                                      | 1      | 1,849    |
| 夏    | 1970年9月7日 - 9月10日    | 岩手県釜石市・宮古市・湯田町・金田一村 青森県青森市 | 4      | 3,939    |
| 秋    | 1970年10月10日 - 10月15日 | 岩手県                                              | 29     | 17,244   |
| 合 計 | 合 計                     | 合 計                                               | 35     | 24,758   |

## 冬季大会

### スケート競技会
第25回国民体育大会冬季大会スケート競技会は、1月24日～1月27日に長野県本郷村 (現松本市)で行われた。

#### 実施競技・会場一覧
| 競技名   | 競技名         | 会場地            | 会場                                          |
| -------- | -------------- | ----------------- | --------------------------------------------- |
| スケート | スピード       | 本郷村 (現松本市) | 浅間温泉国際スケートセンター 美鈴湖スケート場 |
| スケート | フィギュア     | 本郷村 (現松本市) | 浅間温泉国際スケートセンター 美鈴湖スケート場 |
| スケート | アイスホッケー | 本郷村 (現松本市) | 浅間温泉国際スケートセンター 美鈴湖スケート場 |

### スキー競技会
第25回国民体育大会冬季大会スキー競技会は、2月18日～2月28日に北海道俱知安町で行われた。テーマは「誠実、明朗、躍進」、スローガンは「美と力と若さの倶知安国体」。

#### 実施競技・会場一覧
| 競技名 | 会場地   | 会場                                |
| ------ | -------- | ----------------------------------- |
| スキー | 倶知安町 | ニセコひらふスキー場 旭ヶ丘スキー場 |

## 夏季大会・秋季大会

### 実施競技
- 陸上競技
- 水泳
- サッカー
- テニス
- 漕艇
- ホッケー
- ボクシング
- バレーボール
- 体操
- バスケットボール
- レスリング
- ヨット
- ウェイトリフティング
- ハンドボール
- 自転車競技
- ソフトテニス
- 卓球
- 軟式野球
- 相撲
- 馬術
- フェンシング
- 柔道
- ソフトボール
- バドミントン
- 弓道
- ライフル射撃
- 剣道
- ラグビー
- クレー射撃
- 高校野球

### クレー射撃のアマチュア違反問題
多数のアマチュア違反選手が露呈したクレー射撃競技で、正式種目として扱うか議論となった。競技は違反選手を除外する形で予定通り実施されたが、本年11月15日に体協理事会は日本クレー射撃協会の除名を決定し、26回大会から実施されないことになった。

## 総合成績

### 天皇杯
- 1位 - 岩手県
- 2位 - 東京都
- 3位 - 大阪府

### 皇后杯
- 1位 - 大阪府
- 2位 - 東京都
- 3位 - 岩手県